# Сніданок для двох
Сніданок для двох (англ. Breakfast for Two) — американська комедійна мелодрама режисера Альфреда Сентелла 1937 року.

## Сюжет
Комедія оповідає про самотнього багатого плейбоя Джонатана Блера, який на ранок після чергової нічної гулянки виявляє, що в його будинку провела ніч Валентина Ренсом з Техасу. З подій минулої ночі він мало що пам'ятає і абсолютно нічого не знає про свою гостю. Найбезцеремоннішим чином ця жінка раптом починає втручатися в життя Джонатана, стверджуючи, що вийде за нього заміж. Врешті стараннями винахідливої Валентини цей рідкісний жінконенависник починає кардинально змінюватися.

## У ролях
- Барбара Стенвік — Валентина Ренсом
- Герберт Маршалл — Джонатан Блер
- Гленда Фаррелл — Керол Воллес
- Ерік Блор — Батч
- Дональд Мік — суддя
- Етьєн Жирардо — містер Меггс
- Френк М. Томас — Сем Ренсом
- П'єр Ваткін — Гордон Фарадей

## Ланки
- Сніданок для двох на сайті IMDb (англ.)
- Сніданок для двох на сайті AllMovie (англ.)
- Сніданок для двох на TCM Movie Database (англ.)